# 芬芳球蛛
芬芳球蛛（学名：Theridion odoratusum）为球蛛科球蛛属的动物。在中国大陆，分布于海南等地。该物种的模式产地在海南尖峰岭。